# Kunigunde von Zollern
Kunigunde von Zollern OCist (* 13. Jahrhundert; † vermutlich 12. August 1381) war eine deutsche Zisterzienserin und von 1367 bis 1381 Äbtissin des Zisterzienser-Klosters Lichtenthal.

## Leben
Kunigunde von Zollern war die Tochter des Ritters Friedrich VI. Graf von Zollern und dessen Ehefrau Kunigunde von Zollern (1265–1310), die eine Tochter des Markgrafen Rudolf I. von Baden war. Das alte Äbtissinnen-Verzeichnis (AV) des Klosters Lichtenthal wies bis in die neuere Zeit noch eine Kunigunde von Zollern mit einer Amtszeit von 1295 bis 1310 als Äbtissin aus, was auf eine Verwechslung mit der namensgleichen Mutter zurückgeführt wird. Äbtissin Kunigunde von Zollern erscheint erstmals urkundlich belegt in einer Urkunde vom Samstag nach dem weißen Sonntag des Jahres 1368. Da sich ihre letzte urkundliche Erwähnung für den 27. Oktober 1380 findet und sie gemäß des Lichtenthaler Nekrologs an einem 12. August starb, wird ihr Todesjahr für 1381 angenommen.